# 谢维 (医学家)
谢维，东南大学教授，生命科学研究院院长。研究领域为突触发育调控与认知疾病机制等，中国教育部第四批"长江学者"特聘教授。

## 生平
1991年获南京铁道医学院微生物学与免疫学硕士学位；1995年获南京大学生物化学与分子生物学系博士学位。1997年至2001年间在罗切斯特大学医学中心、多伦多大学附属多伦多病童医院从事博士后研究等。
2001年9月起，历任东南大学教授、基础医学院院长、生命科学研究院院长等职。